# Neomerinthe beanorum
Espèce
Synonymes
- Pontinus beanorum Evermann & Marsh, 1900[2] [3] [4]

Statut de conservation UICN

 LC  : Préoccupation mineure
Neomerinthe beanorum est un poisson marin de l'ordre des scorpaéniformes.